# Mount Stewart, Alberta
Mount Stewart är ett berg i Kanada.   Det ligger i provinsen Alberta, i den centrala delen av landet, 3 100 km väster om huvudstaden Ottawa. Toppen på Mount Stewart är 3 279 meter över havet. Mount Stewart är den högsta punkten i bergskedjan Cloister Mountains.
Terrängen runt Mount Stewart är bergig åt sydost, men åt nordväst är den kuperad.Trakten runt Mount Stewart är nära nog obefolkad, med mindre än två invånare per kvadratkilometer.. Det finns inga samhällen i närheten.
Trakten runt Mount Stewart består i huvudsak av gräsmarker.